# ابوالعلای شوشتری
ابوالعلاء شوشتری یا بوالعلاء شُشتری شاعر ایرانی پارسی‌گوی (بی‌دیوان) سده ۴ هجری است. او در زمان سامانیان می‌زیست.

## زندگی
او در سدهٔ چهارم هجری زندگی می‌کرده است. اما اطلاعات زیادی از زندگی او در دسترس نیست. ممکن است به دلیل لقبش از اهالی شوشتر باشد، زیرا ضبط «شوشتری» با املای «ششتری» در گذشته رایج بوده است. همچنین اشعار فنی و مصنوع نیز سروده و در هزل پیشگام کسایی بود. ضمناً گمان می‌رود منظور از ابوالعلا در یکی از ابیات منوچهری همین ابوالعلاء ششتری باشد، زیرا او را در ردیف شعرای فارسی‌زبان آورده است:
| بوالعلا و بوالعباس و بوسلیک و بوالمثل |  | وآن‌که آمد از نوایح وآن‌که آمد از هری |
|                                       |  | (منوچهری)                           |

همچنین رادویانی او را نویسنده کتابی دربارهٔ عروض می‌داند.

## در لغت‌نامهٔ دهخدا
در لعت‌نامهٔ دهخدا نوشته شده است: «تنها در لغت‌نامه اسدی ابیات ذیل از او دیده می‌شود:» و سپس این بیت‌ها آمده است.
| بیاور آنکه گواهی دهد ز جام که من |  | چهار گوهرم اندر چهار جای مدام      |
| زمرد اندر تاکم عقیقم اندر غژب    |  | سهیلم اندر خم آفتابم اندر جام.     |
| ای… من ای… تو انجیره‌گذاری        |  | سرگین خوری و قی کنی و باک نداری    |
| ریچاله‌گری پیشه گرفتی تو همانا    |  | بخیره [کذا] در شیر بری کامه برآری. |

## چند شعر دیگر
تمام اشعار این قسمت از کتاب پیشاهنگان شعر پارسی نقل شده است.

### نام بت من
| تیری و کمانی و یکی نقش نشانه |  | بنگار و بپیوند به سوفار یکی تیر     |
| نام بت من بازشناسی به‌تمامی   |  | آن بت که به‌خوبیش قرین نیست به کشمیر |
|                              |  | (جواب معما، علی)                    |

### نرگس لاله‌گداز
| همی گرست و همی نرگسانش لاله گداخت |  | به زیر لالهٔ بگداخت نهفته زریر     |
| خَلَق شود ز نشستِ دراز حُلّت مرد       |  | که گَنده گردد چون دیر ماند آب غدیر |